# Najat Maalla M'jid
Najat Maalla M'jid es una política y diplomática marroquí que sirve como la Representante Especial del Secretario General de las Naciones Unidas para Violencia contra Niños. Fue nombrada para la posición por el Secretario General António Guterres en mayo de 2019. M'jid sirvió anteriormente como  relatora especial sobre la venta de niños, prostitución y pornografía infantil entre 2008 y 2014.

## Educación
M'jid estudió medicina en la Universidad de Bordeos y recibió un doctorado en medicina general de la Universidad Mohamed V. También recibió un máster en derechos humanos del Instituto de Derechos Humanos en Suiza.

## Carrera
Después de la universidad, M'jid trabajó como doctora y asumió tanto como directora del Departamento Pedriático como directora del Hospital Hay Hassani en Casablanca. Fundó la organización no gubernamental Bayti, la cual trabaja con la juventud sin hogar en Marruecos.
M'jid ha servido como miembro del Consejo Nacional de Derechos Humanos de Marruecos y de la Directiva del Foro de Política Infantil de África.